# Paracolletes
Paracolletes is een geslacht van vliesvleugelige insecten uit de familie Colletidae.

## Soorten
- P. brevicornis (Smith, 1854)
- P. callander Cockerell, 1915
- P. convictus (Cockerell, 1909)
- P. crassipes Smith, 1853
- P. cygni (Cockerell, 1904)
- P. fervidus Smith, 1879
- P. frederici Cockerell, 1905
- P. leptospermi Cockerell, 1912
- P. montanus Rayment, 1935
- P. nigrocinctus Cockerell, 1914
- P. plumatus (Smith, 1853)
- P. rebellis Cockerell, 1912
- P. robustus Cockerell, 1929
- P. subfuscus Cockerell, 1906
- P. submacrodontus Rayment, 1934
- P. vittatus (Rayment, 1931)